# Lucius Cornelius Lentulus Caudinus (Konsul 237 v. Chr.)
Lucius Cornelius Lentulus Caudinus († 213 v. Chr.) war ein römischer Senator, Politiker und Militär.
Lucius Cornelius Lentulus Caudinus gehörte zum Zweig der Lentuli der Familie der Cornelier. Er war Sohn von Lucius Cornelius Lentulus Caudinus und Bruder von Publius Cornelius Lentulus Caudinus. Obwohl über seine Laufbahn nur wenige Einzelheiten bekannt sind, erreichte Caudinus mehrere Spitzenpositionen im römischen Staat. 237 v. Chr. bekleidete er an der Seite von Quintus Fulvius Flaccus das Konsulat. Im Jahr darauf wurde er Zensor und sein Bruder Konsul. Zu einem unbekannten Zeitpunkt vor 221 v. Chr. wurde Caudinus pontifex, 221 v. Chr. pontifex maximus. Diese Position hatte er bis 213 v. Chr. inne. Wohl 220 v. Chr. wurde er zudem princeps senatus.